# Bugulella elegans
Bugulella elegans is een mosdiertjessoort uit de familie van de Bugulidae. De wetenschappelijke naam van de soort is voor het eerst geldig gepubliceerd in 1978 door Hayward.